# Mória
Moria („fekete tárna”), más néven Hadhodrond, Casarrondo khuzdul nyelven: Khazad-dûm, azaz Törptárna (ami eredeti nyelven Dwarrowdelf) J. R. R. Tolkien A Gyűrűk Ura című regényéhez és más műveihez kapcsolódó elképzelt világ helyszíneinek egyike.

## Földrajza
Moria Középföldén, az Eriadort és Rhovaniont elválasztó észak–déli irányú Ködhegység gyomrában elhelyezkedő, a törpök által épített földalatti barlang-városállam. A hegységet széltében, nyugat–keleti irányban szeli át. Moria sokszintű bányarendszerét megannyi alagút, tágas csarnok, mélyen a földbe nyúló tárna sokasága alkotja, mely a törpök egykori híres gazdagságát dicséri.
A városnak két nagy kapuja van, az egyik nyugatra, Magyalföld (Eregion) felé, a másik keletre, az Azanulbizarra nyílik.
Moria volt Középfölde egyik legnagyobb és legnagyobb gazdasági jelentőségű bányája. Gazdagsága nem elsősorban a vas, ezüst, vagy arany kitermeléséből származott, hanem a mithril nevű rendkívül értékes (és általában hadászati célokra használt) nemesfém bányászatából.

## Történelme
Alapítójának, Durinnak népe évezredeken át élt és gyarapította vagyonát a Ködhegység hegyei alatti építményben, mindaddig, míg a harmadkor közepe idején, Sauron színre lépése körül el nem néptelenedett, később a sötét erők szállták meg.
Moriát Durin, a Törpök Hét Atyjának egyike (a hét közül a Hosszúszakállúak nemzetségének őse) alapította, amikor még csak a csillagok világították meg a világot, vagyis még korokkal Ilúvatar másodszülötteinek, az embereknek érkezése előtt. Nem sokkal a tündék érkezése után Durin és népe, felébredésük helyéről, a Ködhegység északi részén lévő Gundabad hegyétől – ahová még Aulë rejtette őket – délre vándorolt és utazásuk során a hegység egy magas völgyében tóra bukkantak. Durin a víztükörbe pillanva arra lett figyelmes, hogy a csillagok visszatükröződései korona alakba vették körül a fejét. Ezt Durin kedvező jelnek ítélte és városát a tóhoz közeli hegyekben építette fel. A tavat Khaled-zâramnak, a Tükörtónak nevezte és nagy tiszteletben álló hely lett a törpök között, a várost Khazad-dûmnak (a közös nyelven Töröptárnának) nevezte. A sindák Hadhodrondnak, a noldák Casarrondonak nevezik.
Durin lett Khazad-dûm első királya, és hosszú-hosszú ideig ott élt, ezért kapta a "Halhatatlan Durin" nevet.Végül meghalt, de később több (öt) olyan leszármazottja született, aki annyira hasonlított rá, hogy a Durin nevet kapta, ezért úgy tartották, hogy Durin maga a vissza-visszatérő halhatatlan.
A Másodkor során a thangorodrimi háború pusztította nyugati tartományokból, a nogrodi és belegosti törpök közül sokan vándoroltak Moriába és gyarapították Khazad-dûm erejét és gazdagságát. A khazad-dûmi törpök barátságban éltek Eregionnal, a nemestündék (noldák) egyik, szomszédos államával, de ez a barátság véget ért, miután elkészültek a Hatalom Gyűrűi (m.k. 1600-ra) és Sauron az "első gyűrűháborúban" végigdúlva kelet-eriadort, elpusztította a tünde-királyságot. Mória kapuja bezárult Szauron előtt és kívülről nem tudta meghódítani a törptárnákat.
Mória kincse a mithril volt, melynek kibányászásához csak a törpök értettek. A harmadkor 1980-as évében azonban már a legtöbb elérhető mithril telért is kimerítették. Ekkor további lelőhelyek után kutatva túl mélyre merészkedtek a föld gyomrába, ahol felébredt egy még az ősidőkben, Morgoth thangorodrimi legyőzése után ide menekült rettenetes erejű gonosz lény, egy balrog. A törpök ébresztették-e föl, vagy Sauron uszította rá a Móriát hősiesen védő törpökre nem tudni, de a lény az akkori király, VI. Durin, egy évvel később (h.k. 1981) pedig fia, I. Náin halálát okozta. A törpök sem legyőzni, sem elkergetni nem tudták Durin vesztét, ahogy a szörnyűséges árnyat nevezték, és még ebben az évben elhagyták ősi szállásukat, amit 2480-tól kezdve kezdett el benépesülni furcsa, gonosz teremtményekkel (javarészt orkokkal). Ettől kezdve Khazad-dûm sötét és gonosz hely lett, melyet a tündék Moriának, a Fekete Bányának neveztek.
Moriába kétszer merészkedtek vissza a törpök a Gyűrűháború idejéig.
Az első kísérlet során (h.k. 2793) az Arany Smaug nevű sárkány erebori dúlásából menekült Thrór kis számú rokonsága (mint fia, Nár, és II. Thráin) Dúnföldre menekült. Az öregedő és elmebeli képességeit teljes mértékben vélhetően már nem bíró Thrór egyedül merészkedett be Moria kapuján, ahol azonnal megölte őt az ott tanyázó ork-vezér, Azog. Ezzel kezdődött a ködhegységi orkok és törpök háborúja (2793-2799). A törpök kegyetlenül irtották az orkokat, akik végül Moriában gyűltek össze. 
A döntő csatában (nanduhirioni csata), bár Azog párviadalban megölte az egyik törp-vezért, Náint, a törpök győztek, a fiatal Náin fia Dáin (a Vaslábú) pedig lenyeste apja gyilkosának fejét vörös fejszéjével. A törpök azonban féltek a balrogtól, így nem telepedtek vissza Moriába. Az Azog fia Bolg vezette hatalmas ork-sereg az északi Öt Sereg Csatájában sem tudott bosszút állni a törpökön, akiket Dáin vezetett. Dáin a csata után újjáalapította a felzavart és Esgarothban az Íjas Bard nevű ember által megölt Arany Smaugtól visszafoglalt Erebor királyságát.
2989-ben egy nagy csapat erebori törp Fundin fia Balin vezetésével kiverte a még ott tartózkodó orkok nagy részét Moriából, és Balint vezérükké választva új királyságot alapítottak. 2994-ben azonban az orkok visszafoglalták Moriát, és mindenkit lemészároltak. Újra már csak a Negyedkorban népesült be, amikor is VII. Durin, Vaslábú Dáin leszármazottja vissza nem foglalta.